# Brushite
La brushite è un minerale appartenente al gruppo del gesso. È stata descritta per la prima volta nel 1865 e prende il nome da George Jarvis Brush, mineralogista americano dell'Università di Yale.